# Dicladocera nubipennis
Dicladocera nubipennis är en tvåvingeart som beskrevs av Camillo Rondani 1868. Dicladocera nubipennis ingår i släktet Dicladocera och familjen bromsar. Inga underarter finns listade i Catalogue of Life.